# Thelidium piceum
Thelidium piceum är en lavart som beskrevs av Georg Hermann Zschacke och H.Magn.. Thelidium piceum ingår i släktet Thelidium, och familjen Verrucariaceae. Arten är reproducerande i Sverige.